# Gillis van Tilborgh

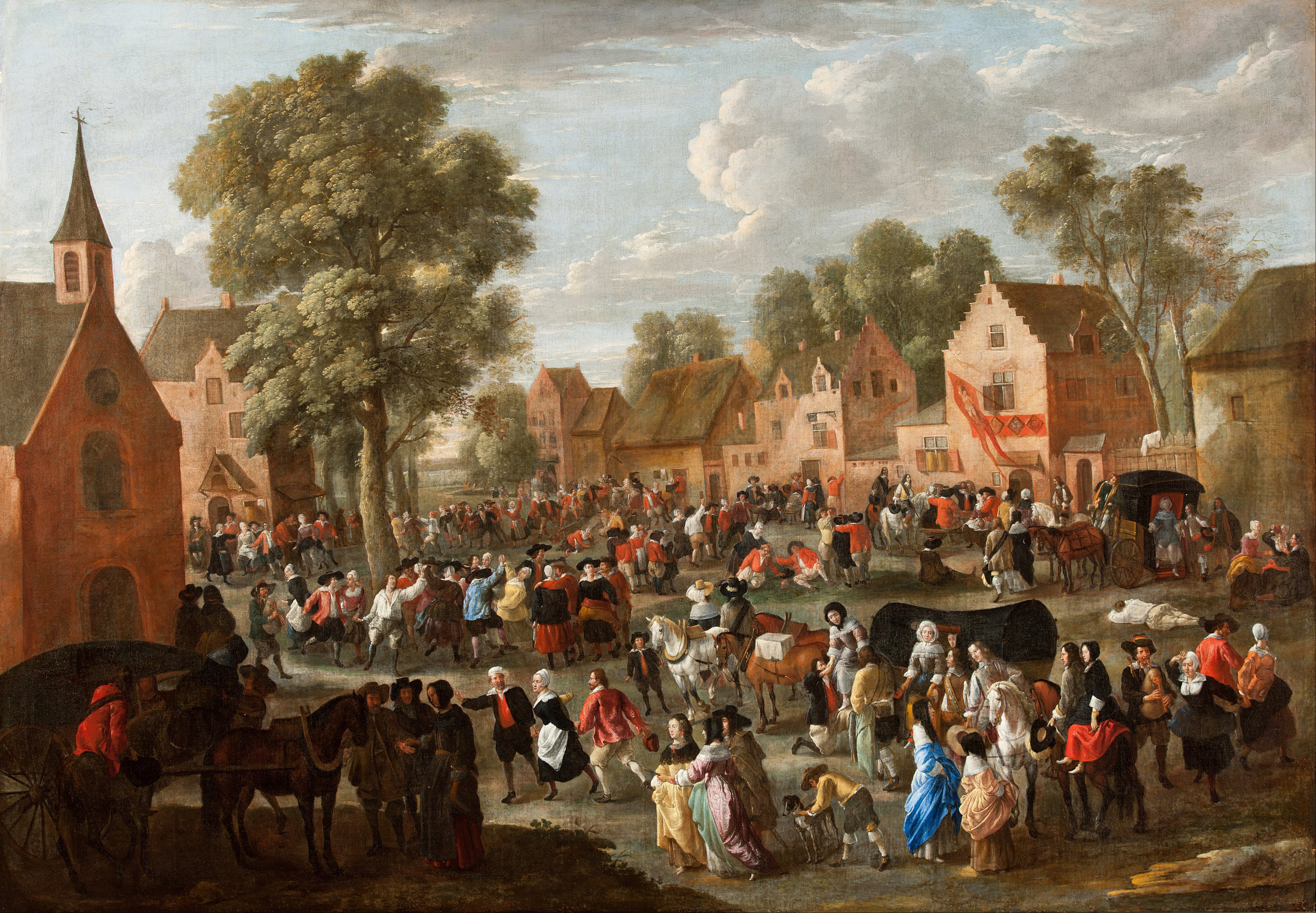
Village kermis, Art Gallery of South Australia, Adelaide

Gillis van Tilborgh (Bruxelles, 1625 circa – 1678 circa) è stato un pittore fiammingo.

## Biografia
Ebbe da suo padre, Egidius Tilborgh (1576-1632), i primi rudimenti dell'arte della pittura; più tardi divenne allievo di David Teniers il Giovane.
Venne accolto tra liberi maestri a Bruxelles, nel 1654 e la sua bottega attirò numerosi allievi. Nel 1666 fu incaricato di sovrintendere alle raccolte di Tervueren. Probabilmente verso il 1670 soggiornò in Inghilterra.
Tra le sue opere, Nozze fiamminghe (Gemäldegalerie Alte Meister di Dresda), Cabaret (Galleria Borghese di Roma), Gruppo di famiglia (Museo di Bruxelles). Un gruppo di ritratti sono in un museo di Copenaghen.